# Sistema de boqueras
El sistema de riego por boqueras, lo conforma un conjunto de obras hidráulicas destinadas a la captación de aguas, generalmente de avenidas o escorrentías, que de otro modo probablemente serían desaprovechadas. Podría englobarse dentro de los denominados por la FAO como Sistemas de Recolección de Aguas. 

## Origen e historia
Se cree que el origen del riego por boqueras en tierras levantinas se remonta a épocas romanas o incluso precedentes. Lo que sí parece claro es que fue con la ocupación árabe con la cual estos sistemas de cultivo alcanzaron su desarrollo, apareciendo en las fuentes como los llamados riegos de alfait, que literalmente significa riegos de crecidas.

## Sistema
La boqueras son grandes acequias de tierra abiertas, que nacen aguas arriba en los ríos o ramblas, abriéndose a ellos mediante una boca de obra (de ahí su nombre), atravesaban los campos de cultivo, derivando en ramales llamados brazales y, a su vez, en acequias de menor tamaño, que repartían el agua a las distintas fincas. Finalmente, las aguas sobrantes pueden ser devueltas a su cauce original o al mar (solo en vegas costeras). Los terrenos regados por boqueras suelen llamarse vegas.
El agua que circula por las ramblas lo hace violentamente, de manera que arrastra limos y arenas muy ricos en materia orgánica. Este tarquín es sabiamente aprovechado pues supone un estercolado para las tierras. Sin embargo, el progresivo depósito de limos ocasiona que éstas suban de nivel, por ello algunos agricultores esperaban a que el agua aclarara para incorporarla a sus huertas, mientras que otros preferían aprovechar su aporte orgánico, aunque se viesen obligados a rebajar su altura de vez en cuando. Para disminuir la capa de arenas y limos depositados se emplea la tarjilla.
El sistema es usual en zonas las áridas del sureste español. Sistemas semejantes se pueden encontrar en otros lugares del mundo como las gavias de Canarias, el riego por meskat de Túnez y las cajas de agua mexicanas. En Almería son destacables las existentes en la antigua vega junto a la desembocadura del río Andarax, cuyos dos principales objetivos eran:
1. Captación para uso agrícola de las avenidas del río
2. Sistemas de evacuación de caudal del río, si estas avenidas son amenazadoras.

Solían recibir nombres propios (Careaga, Carmení, de la Ciudad, de Orozco, de la Obra Pía, etc.)
Hoy en día el sistema se encuentra en franco retroceso por el abandono generalizado del sector agrario y el desarrollo de otros sistemas de riego como los pozos, canales y depuración de aguas. En general este sistema hidráulico tiende a desaparecer siendo reconvertidas en simples canales de alcantarillado, al acabar urbanizándose los campos que alimentaban; o destruidos físicamente por obras públicas y privadas que no respetan el tradicional sistema de riego.